# Irak in 2003
Hieronder de belangrijkste gebeurtenissen in de Irakoorlog in het jaar 2003.

## Januari
- 30 januari - Ondanks wereldwijde kritiek publiceren de leiders van Groot-Brittannië, Spanje, Italië, Portugal, Hongarije, Polen, Denemarken en Tsjechië een verklaring, genaamd de 'letter of the eight', waarin ze hun steun voor de Verenigde Staten bekendmaken voor een invasie in Irak.

## Februari
- 15 februari - Meer dan zes miljoen mensen, verspreid over meer dan 600 steden, protesteren tegen de oorlog. Dit is de grootste anti-oorlogsdemonstratie ooit.
- 26 februari - De Amerikaanse president George W. Bush vertelt zijn visie van een naoorlogs Irak. Hij zegt dat het een "voorbeeld" zal zijn voor andere Arabische landen.

## Maart
- 1 maart
  - De Verenigde Arabische Emiraten vraagt aan de Iraakse president Saddam Hoessein om op te stappen. Later roepen ook Koeweit en Bahrein op om op te stappen.
  - De Turkse spreker van het parlement ontwijkt de stemming om Amerikaanse soldaten toe te laten op Turks grondgebied. 264 parlementariërs stemmen voor, en 250 tegen de toelating van 62.000 soldaten.
- 11 maart
  - Iraakse soldaten bedreigen twee Amerikaanse verkenningsvliegtuigen , waarin VN inspecteurs zitten, waardoor de vliegtuigen terug moeten naar Irak. Hoge Iraakse functionarissen beschrijven het als een "technische fout" van de VN inspecteurs.
  - Volgens de Arabische media heeft Saddam Hoessein enkele terroristische trainingskampen geopend in Irak, voor Arabische vrijwilligers die zelfmoordaanslagen tegen het Amerikaanse leger zouden willen uitvoeren.
- 16 maart
  - De leiders van de Verenigde Staten, Groot-Brittannië, Portugal en Spanje ontmoeten elkaar op de Azoren. De Amerikaanse president George W. Bush noemt 17 maart "de dag van de waarheid", waarmee hij bedoelt dat de zogeheten Coalition of the Willing zijn laatste poging doet om Irak een ultimatum te geven voor de onmiddellijke ontmanteling van het Iraakse leger.
- 17 maart - President Bush geeft Saddam een laatste kans. Hij geeft hem en zijn zonen 48 uur de tijd om Irak te verlaten.
- 19 maart - President Bush geeft toestemming voor de invasie in Irak. Tommy Franks leidt de aanval. De eerste bominslagen worden gemeld in Bagdad.
- 20 maart - Landtroepen van de VS, Groot-Brittannië, Australië en Polen vallen Irak binnen.
- 22 maart - De VS en het Groot-Brittannië beginnen met een offensief, wat inhoudt dat er een groot aantal bommen op Bagdad worden gegooid, die afgevuurd zijn van schepen in de Perzische Golf.

## April

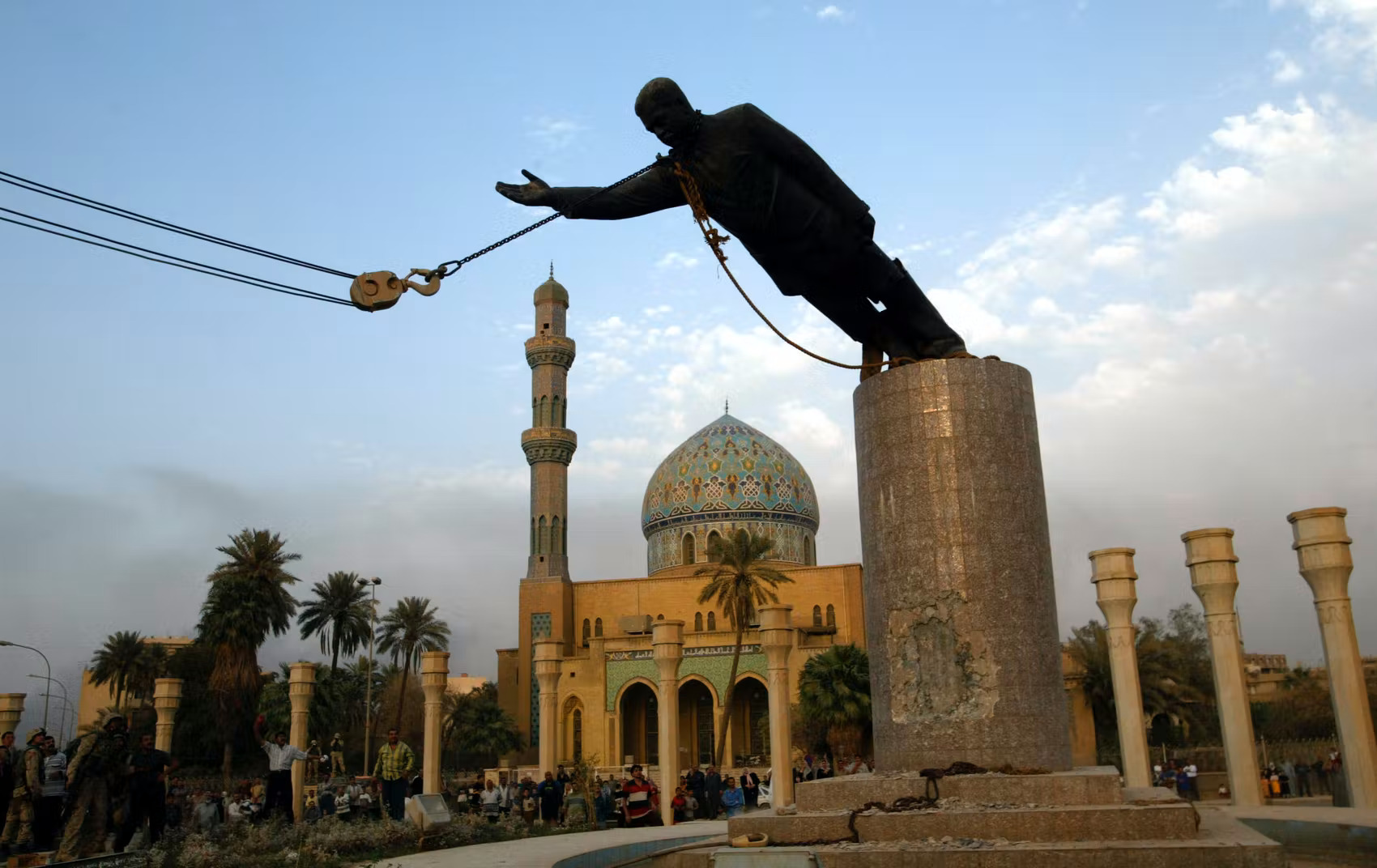
Het standbeeld van Saddam Hoessein wordt omvergetrokken op 9 april 2003

- 9 april - Bagdad is officieel veroverd door de Amerikaanse troepen.
- 10 april - Kirkoek wordt veroverd door Koerdische soldaten.
- 15 april
  - Amerikaanse troepen veroveren de stad Tikrit, de geboorteplaats van Saddam Hoessein.
  - Amerikaanse troepen pakken Abu Abbas op in Bagdad.
- 21 april - Jay Garner wordt benoemd tot directeur van de organisatie voor Wederopbouw en Humanitaire Hulp.
- 23 april - Amerikaanse troepen arriveren in Fallujah.
- 28 april - Een groep van 200 demonstranten in Fallujah veroorzaakt een opstootje met het Amerikaanse leger, waardoor 15 burgers worden gedood.

## Mei
- 1 mei
  - President Bush verklaart aan boord van een Amerikaans vliegdekschip voor de kust van San Diego, Californië dat de oorlog (major combat operations) is afgelopen. Op de achtergrond hangt een spandoek met Mission Accomplished.
  - Minister van Defensie Donald Rumsfeld arriveert in Bagdad, waar hij Jay Garner ontmoet.
- 12 mei - Paul Bremer komt aan in Irak, om het hoofd te worden van de nieuwe Coalition Provisional Authority. Hij vervangt hiermee Jay Garner als bestuurder van Irak.
- 15 mei - Operation Planet X pakt 260 verdachte vluchtelingen op in de buurt van Tikrit. Daarvan worden 230 mensen later weer vrijgelaten. Er worden ook hoge personen opgepakt hierbij.
- 23 mei - de Coalition Provisional Authority ontbindt met "Order 2" het Iraakse leger en de Iraakse veiligheidsdiensten.

## Juni
- 24 juni - Zes Britse militairen van de Royal Military Police worden gedood door een bende in Al Majar Al Kabir in Zuid-Irak.

## Juli
- 7 juli - John Abizaid vervangt Tommy Franks als het hoofd van de United States Central Command.
- 22 juli
  - Paul Bremer benoemt een Iraakse interim-regering, bestaande uit Iraakse prominenten uit verschillende gebieden uit Irak.
  - Tijdens een drie uur durend gevecht in de stad Mosoel worden Saddams zonen Oedai en Koesai gedood door Amerikaanse soldaten.

## Augustus
- 19 augustus - Een zware bomaanslag bij het hoofdkwartier van de VN in Bagdad kost het leven aan 22 mensen, waaronder de hoge commissaris voor de Mensenrechten van de Verenigde Naties, Sérgio Vieira de Mello. Dit leidt tot het vertrek van de VN uit Irak om veiligheidsmaatregelen.
- 29 augustus - De Imam Alimoskee wordt getroffen door een zelfmoordaanslag, waarbij de invloedrijke Ayatollah Sayed Mohammed Baqir al-Hakim wordt gedood. Hij is het hoofd van een van de grootste sjiitische politieke partijen. De aanslag kost aan zeker 85 mensen het leven.

## September
- 20 september - Aqila al-Hashimi, een lid van de Iraakse interim-regering, wordt neergeschoten. Ze overlijdt vijf dagen later.

## November
- 12 november - In de stad Nasiriyah komen bij een zelfmoordaanslag zeker 23 mensen om het leven, waaronder ook de eerste Italiaanse soldaat.
- 26 november
  - De Britse minister van Buitenlandse Zaken Jack Straw brengt een kort verrassingsbezoek aan Irak.
  - Abed Hamed Mowhoush, een Iraakse generaal, wordt doodgemarteld door Amerikaanse soldaten in de gevangenis.
- 27 november - President Bush maakt een verrassingsbezoek aan Irak, en viert met de soldaten Thanksgiving, samen met Condoleezza Rice.

## December

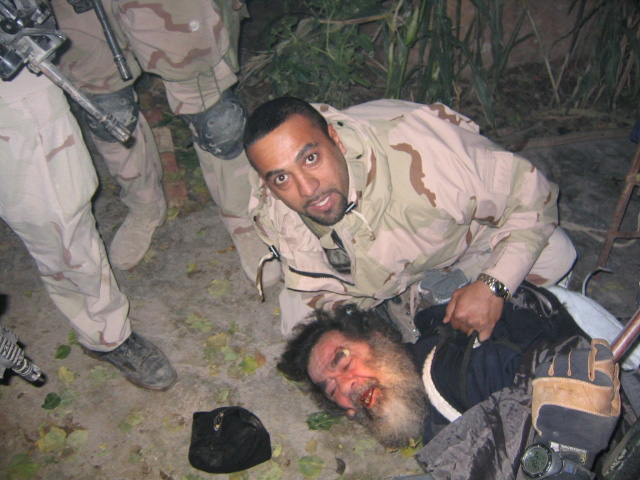
De arrestatie van Saddam Hoessein op 13 december

- 9 december - Japan maakt bekend dat het 1000 soldaten zal sturen voor de wederopbouw.
- 13 december - Saddam Hoessein wordt opgepakt door het Amerikaanse leger, in de buurt van Tikrit, in een ondergrondse schuilhut.
  - Hij vertelde na zijn arrestatie: "Ik ben Saddam Hoessein. Ik ben de president van Irak. Ik wil onderhandelen.".
  - President Bush is "verheugd" op het nieuws.
  - "Dames en heren, we hebben hem.", aldus Paul Bremer  tijdens een persconferentie.

## Overleden in 2003
- Oedai, op 22 juli in Mosoel
- Koesai, op 22 juli in Mosoel
- Aquila al-Hashimi, op 25 september